# جوش إينمان
جوش إينمان (بالإنجليزية: Josh Inman)‏ هو مجدف أمريكي، ولد في 13 مارس 1980 في هيلسبورو في الولايات المتحدة.

## وصلات خارجية
- جوش إينمان على موقع الاتحاد الدولي للتجديف (الإنجليزية)
- جوش إينمان على موقع اللجنة الأولمبية الدولية (الإنجليزية)
- جوش إينمان على موقع أوليمبيديا (الإنجليزية)